# Wladimir Nikolajewitsch Tschubarikow

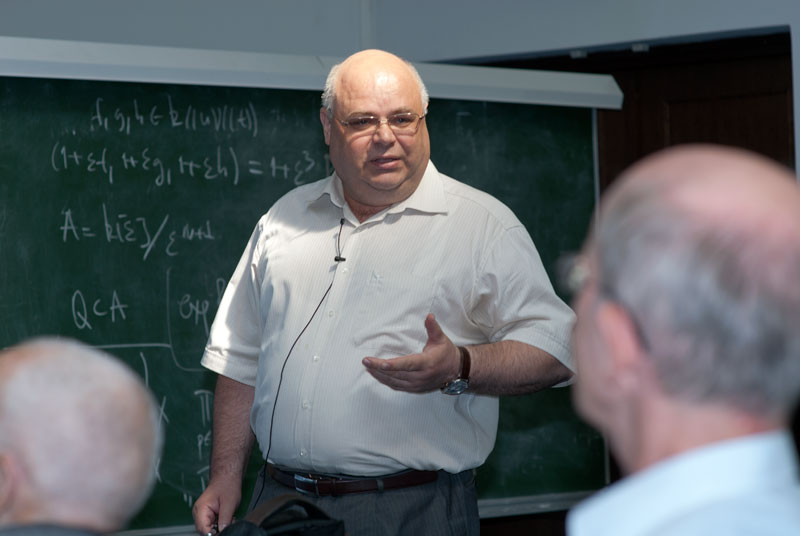
Wladimir Nikolajewitsch Tschubarikow, 2019

Wladimir Nikolajewitsch Tschubarikow (russisch Владимир Николаевич Чубариков; * 5. September 1951 in Apalkowo, Oblast Orjol, Sowjetunion) ist ein sowjetisch-russischer Mathematiker, der sich vor allem mit analytischer Zahlentheorie, Analysis und diskreter Mathematik beschäftigt.
Von 2006 bis 2019 war er der Dekan der Fakultät für Mechanik und Mathematik an der Lomonossow-Universität Moskau.

## Leben
Tschubarikow wurde im Dorf Apalkowo geboren, sein Vater war ein Bauarbeiter. In seiner Jugend gewann er mehrmals lokale Mathematik-Wettbewerbe. 1969 begann er ein Studium an der Fakultät für Mechanik und Mathematik der Lomonossow-Universität in Moskau. 1974 schloss er mit einem Mathematik-Abschluss ab und begann danach ein Doktoratsstudium bei Anatoli Alexejewitsch Karazuba. 1977 verteidigte er erfolgreich seine Doktorarbeit Multiple Trigonometric Sums.
In derselben Zeit wurde er Mitglied in dem kommunistischen Jugendverband Komsomol und erhielt dort 1977 eine leitende Position. 1982 wurde er stellvertretender Dekan der Fakultät für Mechanik und Mathematik der Lomonossow-Universität. 2006 wurde er Dekan nach dem Tod seines Vorgängers Oleg Borissowitsch Lupanow.

## Werk
Tschubarikow publizierte vor allem in der analytischen Zahlentheorie. Bereits in seinem ersten Studienjahr entdeckte er einen verbesserten Restterm für eine asymptotische Formel zur Berechnung der Anzahl der Primzahlen in einer arithmetischen Folge, deren Modulus eine Primzahlpotenz ist.
Tschubarikows setzte die Studien Iwan Winogradows in der analytischen Zahlentheorie fort, insbesondere verallgemeinerte er Winogradows Theorie über einfache Weyl-Summen auf multiple Weyl-Summen.

## Publikationen (Auswahl)
- Arkhipov, G. I. und Chubarikov, V. N. und Karatsuba, A. A.: Trigonometric sums in number theory and analysis. Transl. from the Russian. In: Berlin: Walter de Gruyter (Hrsg.): De Gruyter Expo. Math. Band 39, 2004, ISBN 978-3-11-019798-3, doi:10.1515/9783110197983.
- Arkhipov, G. I. und Karatsuba, A. A. und Chubarikov, V. N.: Theory of multiple trigonometric sums. Hrsg.: Moskva: Nauka. 1987.
- Arkhipov, G. I. und Chubarikov, V. N. und Karatsuba, A. A.: Trigonometric integrals. In: Izv. Akad. Nauk SSSR Ser. Mat. Band 43, Nr. 5, 1979.